# Красная (приток Писсы)
Кра́сная (пол. Rominta; нем. Rominte) — река в Польше и России, протекает по территории Гусевского, Нестеровского и Озёрского районов Калининградской области. Длина реки — 83 км, площадь водосборного бассейна — 548 км². Впадает в Писсу по левому берегу в 41 км от устья.

## География и гидрология
Истоки реки находятся на Вармийско-Мазурской возвышенности в Польше. Блендзянка, сливаясь с рекой Блюдзя образует Роминту (Красную) и пересекает польско-российскую границу рядом с посёлком Радужное. Далее течёт по двум районам Калининградской области и у города Гусева, в 41 км от устья река Красная впадает в Писсу.
Долина реки Красной глубоко врезается в Виштынецкую возвышенность образуя непривычные для Калининградской области глубокие овраги. В 1974 году часть реки Красной протяжённостью 18 км, протекающей в границах Красного леса была объявлена памятником природы, а с 1994 года имеет природоохранный статус комплексного заказника. Речную долину украшает разнообразная прирусловая растительность представленная ольхой, ивой, черёмухой, жимолостью, таволгой. Имеются также сосново-еловые леса возрастом 100—150 лет.

## Притоки
У Красной имеются следующие основные притоки: левые — Блюдзя (в Польше), Чёрная и правый — Протока (впадает в Красную в 56 км от её устья).

## Фауна
Водятся ценные виды рыбы — ручьевая форель, хариус. Кроме того, щука, окунь и другие виды.

## Населённые пункты на реке
На реке расположены населённые пункты:
Радужное, Краснолесье, Токаревка (Нестеровский район), Ольховатка, Калининское, Липово, город Гусев (Гусевский район).

## Данные водного реестра
По данным государственного водного реестра России относится к Балтийскому бассейновому округу, водохозяйственный участок реки — Преголя. Относится к речному бассейну реки Неман и рекам бассейна Балтийского моря (российская часть в Калининградской области)
Код объекта в государственном водном реестре — 1010000212104300010169

## Топографические карты
- Лист карты N-34-57 Гусев. Масштаб: 1 : 100 000. Состояние местности на 1984 год. Издание 1987 г.
- Лист карты N-34-58 Кибартай. Масштаб: 1 : 100 000. Состояние местности на 1973-1983 год. Издание 1985 г.